# Alan Tomes
Pas d'image ? Cliquez ici

a Compétitions nationales et continentales officielles uniquement.

b Matchs officiels uniquement.
Alan James Tomes, né le 6 novembre 1951 à Hawick (Écosse), est un joueur de rugby à XV sélectionné avec l'équipe d'Écosse, évoluant au poste de deuxième ligne.

## Biographie
Alan Tomes dispute son premier test match le 21 février 1976 contre l'Angleterre et son dernier le 6 juin 1987 contre la Nouvelle-Zélande.

## Palmarès
Tournoi des Cinq Nations :
- Grand Chelem en 1984.

## Statistiques en équipe nationale
- 48 sélections (+ 4 avec le XV d'Écosse).
- Ventilation par années : 2 en 1976, 1 en 1977, 5 en 1978, 5 en 1979, 3 en 1980, 8 en 1981, 6 en 1982, 3 en 1983, 6 en 1984, 2 en 1986, 7 en 1987.
- Huit Tournois des Cinq Nations disputés : 1977,  1978,  1979, 1981, 1982, 1983, 1986, 1987